# 商品検索サイト
商品検索サイト（しょうひんけんさくサイト）とは、インターネットの検索エンジンのうち、商品購買の利便をはかるために、オンラインショップや実店舗（ショッピングモールなど）における商品情報のみを検索することに特化したものをいう。

## 概要
- 成功報酬型広告（アフィリエイト・プログラム）の隆盛とともに広がった商品情報提供サイトが飽和状態になる中、徐々に、より規模の大きな形で、商品情報の提供を行うサービスとして発展してきた。
- サイトの運営元が商品の販売元と提携し、販売元から販売成果に応じたマージンが運営元へ渡る、という業務形態が多い。

## 歴史
- 2006年、Yahoo!が商品検索を始めた[要出典]。